# Eerste Kamerverkiezingen 1981
De Eerste Kamerverkiezingen van 1981 waren tussentijdse Nederlandse verkiezingen voor de Eerste Kamer der Staten-Generaal. Zij vonden plaats op 1 juni 1981.
De verkiezingen waren noodzakelijk geworden na ontbinding van de Eerste Kamer, nadat een voorstel tot Grondwetsherziening in eerste lezing door Tweede Kamer en Eerste Kamer aangenomen was.
Bij deze verkiezingen kozen de leden van de Provinciale Staten - die op 29 maart 1978 bij de Statenverkiezingen gekozen waren - in vier kiesgroepen een geheel nieuwe Eerste Kamer.
De door de leden van Provinciale Staten uitgebrachte stemmen hadden niet alle dezelfde waarde; zij werden gewogen aan de hand van de bevolkingscijfers van de provincies. 
De uitslag van de verkiezingen was als volgt:
| Partij                                  | Zetels | Zetels | +/− | Zetelverdeling naar kiesgroep | Zetelverdeling naar kiesgroep | Zetelverdeling naar kiesgroep | Zetelverdeling naar kiesgroep |
| Partij                                  | 1980   | 1981   | +/− | I                             | II                            | III                           | IV                            |
| --------------------------------------- | ------ | ------ | --- | ----------------------------- | ----------------------------- | ----------------------------- | ----------------------------- |
| Christen-Democratisch Appèl             | 27     | 28     | +1  | 10 (−1)                       | 8 (+1)                        | 5                             | 5 (+1)                        |
| Partij van de Arbeid                    | 26     | 28     | +2  | 7 (+1)                        | 7 (−1)                        | 6                             | 8 (+2)                        |
| Volkspartij voor Vrijheid en Democratie | 13     | 12     | −1  | 3                             | 3                             | 3                             | 3 (−1)                        |
| Democraten 66                           | 2      | 4      | +2  | 1                             | 1 (+1)                        | 1                             | 1 (+1)                        |
| Politieke Partij Radikalen              | 3      | 1      | −2  | 0                             | 0 (−1)                        | 1                             | 0 (−1)                        |
| Communistische Partij van Nederland     | 1      | 1      | 0   | 0                             | 0                             | 1                             | 0                             |
| Staatkundig Gereformeerde Partij        | 1      | 1      | 0   | 0                             | 0                             | 0                             | 1                             |
| Gereformeerd Politiek Verbond           | 1      | 0      | −1  | 0                             | 0                             | 0                             | 0 (−1)                        |
| Pacifistisch Socialistische Partij      | 1      | 0      | −1  | 0                             | 0                             | 0                             | 0 (−1)                        |
| Totaal                                  | 75     | 75     | 0   | 21                            | 19                            | 17                            | 18                            |

## Gekozenen
Bij deze verkiezingen waren alle 75 leden aftredend, van wie 50 herkozen werden.
Onderstaand volgen enkele bijzonderheden: 
- Eric van den Bergh werd gekozen op de lijst van de PvdA in kiesgroep III; hij aanvaardde zijn benoeming niet. In zijn plaats werd vervolgens Nol Maassen benoemd verklaard;

- Jan Glastra van Loon werd gekozen op de lijst van D66 in de kiesgroepen I en IV; hij gaf de voorkeur aan de benoeming in kiesgroep IV. In kiesgroep I werd vervolgens Marie-Louise Tiesinga-Autsema benoemd verklaard;

- Joris Schouten werd gekozen op de lijst van het CDA in kiesgroep III; hij aanvaardde zijn benoeming niet. In zijn plaats werd vervolgens Willem Russell benoemd verklaard;

- Jos Schreurs werd gekozen op de lijst van het CDA in kiesgroep I; hij aanvaardde zijn benoeming niet vanwege een verbod van de bisschop van Roermond. In zijn plaats werd vervolgens Jacques Gooden benoemd verklaard.

*1850 · 1853 · 1856 · 1859 · 1862 · 1865 · 1868 · 1871 · 1874 · 1877 · 1880 · 1883 · *1884 · 1887 (I) · *1887 (II) · *1888 · 1890 · 1893 · 1896 · 1899 · 1902 · *1904 · 1907 · 1910 · 1913 · 1916 · *1917 · 1919 · *1922 · *1923 · 1926 · 1929 · 1932 · 1935 · *1937 · *1946 · *1948 · 1951 · *1952 · 1955 · *1956 (I) · *1956 (II) · 1960 · *1963 · 1966 · 1969 · *1971 · 1974 · 1977 · 1980 · *1981 · *1983 · *1986 · 1987 · 1991 · 1995 · 1999 · 2003 · 2007 · 2011 · 2015 · 2019 · 2023

* algemene verkiezingen in verband met vervroegde ontbinding van de Eerste Kamer

vanaf 1987 bedraagt de vaste zittingstermijn van de Eerste Kamer vier jaar